# أكونيت قاتل
قاتل الذئب  أو قاتل الذئب الشمالي (الاسم العلمي: Aconitum lycoctonum) هو نوع من النباتات المزهرة من جنس الآقونيطن، من الفصيلة الحوذانية، وهو واطن في معظم أوروبا وشمال آسيا.
أوراقها كُفَّيَّة التفصيص أو التفليق. إزهرارها إبطيّ أو هاميّ، عنقودي أو عِذْقيّ. أزهارها غير مُنتظمة، خُماسية
الكأسيات البتلانية، العُليا خُوذية الشكل تُغطيها جُزئيًا أقسام الزهرة الجانبية.
تَدين كل أنواع الأكونيت بخصائصها الطبية، وبدرجات مُتفاوتة، إلى قلويد هو الأكونتين المُشتق من الأكونين النقي. ويحتوي قاتل الثعلب على
ليكاكونيتان وسوى ذلك. عُصارته سم زعاف.

## الاستعمالات الطبية
مُستحضرات الأكونيت هي مسكنات للألم، فعالة على الأخص في آلام الأعصاب التي تُصيب مختلف شعب العصب المُثلث التَّوائم.
يقتل الثعلب إذا أضيف إلى طعامه.
يُستعمل قاتل الثعلب في آلام الأعصاب، عرق النسا، البرونشيت الحادّ، الذبحات.. غَمْس طُعم الثعلب. الكثير من
الاستعمالات التي كانت مُتبعة في الماضي ألغيت لخطورنها.